# ژوتا (بازیکن فوتبال، زاده ۱۹۹۹)
ژوائو پدرو نوس فیلیپه (به پرتغالی: João Pedro Neve Filipe؛ زادهٔ ۳۰ مارس ۱۹۹۹) که به ژوتا (به پرتغالی: Jota) مشهور است، بازیکن فوتبال اهل پرتغال است که در پست وینگر برای باشگاه فوتبال سلتیک در پرمیرشیپ اسکاتلند بازی می‌کند.
باشگاه‌هایی که در آن بازی کرده‌است می‌توان به باشگاه فوتبال بنفیکا اشاره کرد.
وی همچنین در تیم‌های ملی فوتبال زیر ۱۵ سال پرتغال، زیر ۱۶ سال پرتغال، زیر ۱۷ سال پرتغال، زیر ۱۹ سال پرتغال، زیر ۲۰ سال پرتغال، و زیر ۲۱ سال پرتغال بازی کرده‌است.

## تیم ملی
ژوتا ۷۳ بازی ملی و ۲۶ گل برای پرتغال در تمام سطوح جوانان به ثمر رسانده‌است که با پیروزی ۲–۱ برای تیم زیر ۱۵ سال مقابل سوئیس در کامپو مایور در ۱۰ ژوئیه ۲۰۱۴ شروع شد.
او با تیم زیر ۱۷ سال به مسابقات قهرمانی اروپا ۲۰۱۶، در آذربایجان رفت و در آخرین ضربات پنالتی مقابل کشور همسایه، اسپانیا گلزنی کرد.
در مسابقات قهرمانی اروپا در رده زیر ۱۹ سال و در سال ۲۰۱۷ در گرجستان، ژوتا عضوی از تیم پرتغال بود که در فینال مغلوب انگلیس شد. در آخرین بازی گروهی، او یک پنالتی دیرهنگام را به ثمر رساند که آنها به تساوی ۲ بر ۲ با سوئد رسیدند.
او همچنین در تیم برای رویداد سال بعد حضور داشت و ایتالیا را در فینال ۴–۳ در وقت اضافه شکست داد.
او همچنین با ۵ گل به عنوان بهترین گلزن مسابقات رسید و در تیم منتخب مسابقات قرار گرفت.
تیم ملی فوتبال زیر ۲۱ سال پرتغال در مسابقات قهرمانی اروپا ۲۰۲۱ در مجارستان و اسلوونی به تیم ملی فوتبال زیر ۲۱ سال آلمان در فینال باخت و نایب قهرمان شد. ژوتا در این مسابقات، در دیدار مقابل تیم ملی فوتبال زیر ۲۱ سال ایتالیا در وقت اضافه گلزنی کرد و تیم ایتالیا را در مرحله یک چهارم نهایی در ورزشگاه استوژیتس با نتیجه ۵–۳ شکست دادند.